# Sotaro Izumi
Sotaro Izumi (泉 宗太郎 Izumi Sotaro?, nacido el 5 de agosto de 1992 en Kanagawa) es un futbolista japonés que se desempeña como centrocampista.

## Trayectoria

### Clubes
| Club                | País  | Año    |
| ------------------- | ----- | ------ |
| YSCC Yokohama       | Japón | 2015   |
| Suzuka Unlimited FC | Japón | 2016 - |

## Estadística de carrera

### J. League
| Club          | Año   | J. League | J. League | Copa J. League | Copa J. League | Total | Total |
| Club          | Año   | Part.     | Goles     | Part.          | Goles          | Part. | Goles |
| ------------- | ----- | --------- | --------- | -------------- | -------------- | ----- | ----- |
| YSCC Yokohama | 2015  | 12        | 0         | -              | -              | 12    | 0     |
| Total         | Total | 12        | 0         | 0              | 0              | 12    | 0     |